# Anastatus dendrolimus
Anastatus dendrolimus is een vliesvleugelig insect uit de familie Eupelmidae. De wetenschappelijke naam is voor het eerst geldig gepubliceerd in 1965 door Kim & Pak.